# Teatro Sociale (Mantova)

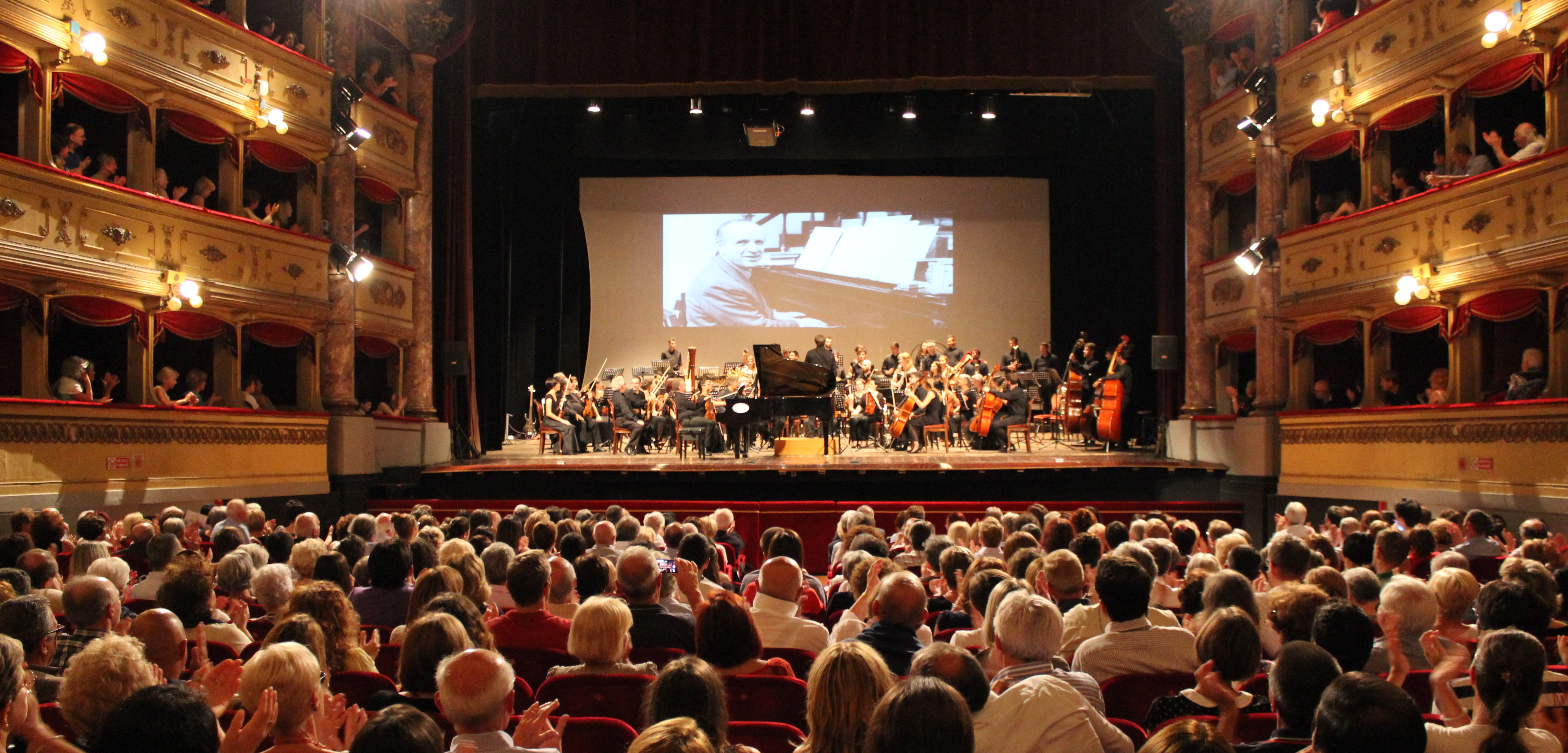
Interno del Teatro Sociale

Il Teatro Sociale di Mantova è il maggiore teatro storico situato nel Comune di Mantova; teatro di tradizione, si trova nel centro storico della città ed è di proprietà della Società dei Palchettisti. Venne realizzato, tra il 1817 e il 1822, dal noto architetto ticinese Luigi Canonica.

## Storia
Al termine del periodo napoleonico, esistevano in Mantova due teatri: il Teatro Regio, costruito nel 1783 dal Piermarini in un'ala del Palazzo Ducale al posto del Teatro di Corte dei Duchi di Mantova del 1706, bruciato nel 1781, (e da poco ribattezzato, all'austriaca, ‘Imperial-Regio Teatro’ demolito, assurdamente, nel 1898), nonché il ‘Teatro Scientifico’, costruito da Antonio Bibiena (il figlio di Ferdinando) nel 1769.
Il dibattito circa la necessità di un nuovo teatro si aprì il 4 dicembre 1816, circa un anno e mezzo dopo l'abdicazione, proprio a Mantova, del Viceré del Regno d’Italia Eugenio di Beauharnais, che segnò la restaurazione della dominazione austriaca.
Il 12 gennaio 1817 venne formata una speciale commissione di notabili cittadini incaricata di selezionare una forma architettonica ed un progettista adeguati. Mentre ancora era da decidere chi avrebbe ottenuto l'incarico, certa era invece la collocazione del nuovo edificio: in un'area molto centrale, alla confluenza di sette strade, occupata da circa dieci edifici da abitazione che si sarebbero acquisiti ed abbattuti. 

La commissione scelse di non rischiare e si rivolse al noto progettista Luigi Canonica, già architetto reale e, fra l'altro, autore di notevoli progetti come: l'allargamento del Teatro alla Scala di Milano, la nuova sala del Teatro Grande di Brescia e la riedificazione del Teatro della Concordia di Cremona. L'architetto propose due progetti e tra di essi la commissione scelse quello più maestoso, che presentava il Teatro ornato con un peristilio di sei colonne.

### Eventi salienti

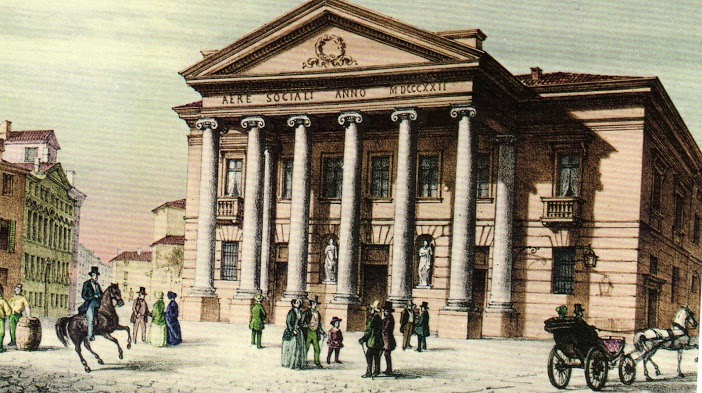
Facciata del Teatro da Piazza Cavallotti agli inizi dell'Ottocento

- Nel 1825 l'imperatore d'Austria Francesco I e la consorte giungono a Mantova. La sera del primo maggio la sala del Teatro ospita la coppia imperiale. A seguito di questo evento il Teatro Sociale ottiene il riconoscimento di primato sugli altri teatri della città.
- Nel 1845 il Teatro rimane chiuso dal 22 maggio al 25 dicembre per importanti interventi di ristrutturazione e decorazione: i pittori milanesi Luigi Mauro Galli e Gaetano Borgocarati indorano e dipingono il Teatro. Viene difatti dipinto il sipario, il "comodino", ed il soffitto. I nuovi rideaux vengono rifatti in seta e le specchiature dei palchi sono colorati in bianco listato oro. Vengono inoltre costruiti leggii in ferro per l'orchestra, tuttora utilizzati.
- Il 18 marzo 1848, con il diffondersi delle notizie della Rivoluzione di Vienna e della possibile concessione della Costituzione una folla si riversa nelle piazze mantovane per inneggiare alla Costituzione. La giornata termina tra le mura del Teatro. Albany Rezzaghi nel testo "Quarantotto Mantovano " racconta: Più tardi il teatro, inghirlandato di tricolori, è riboccante di persone colà convenute per festeggiare l'avvenimento. Fra grida di evviva all'Italia e alla Costituzione si passa la serata cantando l'inno di Pio IX e fraternizzando coi militari e colle autorità costituite.
- Nel 1866 Vittorio Emanuele II, Re d'Italia assiste alla rappresentazione de " Un ballo in maschera".
- Il 9 marzo 1867 è ospite del Teatro Giuseppe Garibaldi, che assiste a " Il Trovatore". Il giorno successivo Giuseppe Garibaldi si candida a deputato democratico di Mantova con un comizio elettorale in Teatro.
- Nel 1888 sono eseguiti importanti lavori di ristrutturazione.
- Il 10 ed 11 novembre 1906 il cortile del Teatro Sociale (retrostante il Teatro) ospita il primo spettacolo cinematografico della Città.
- Tra il 1915 ed il 1918 il l'attività viene sospesa a causa della prima guerra mondiale.
- Il 21 settembre del 1952 il Teatro ospita il Presidente della Repubblica Luigi Einaudi per la commemorazione solenne dei martiri Mantovani.
- Nel 2011 viene restaurato il lato est del Teatro, il lato quindi su Corso Umberto I.
- Durante l'estate del 2014 viene restaurata completamente la facciata, in Piazza Cavallotti, del Teatro.[7]
- Domenica 19 aprile 2015 è ospite il Presidente del Consiglio Matteo Renzi, in occasione del lancio della candidatura a sindaco di Mantova di Mattia Palazzi[8].

## Descrizione
L'esigenza di erigere un nuovo teatro nella città di Mantova fu evidenziata da Luigi Preti nel 1816. Mancava infatti un Teatro nella zona più centrale della città, considerato inoltre che durante la stagione invernale era difficile usufruire del Teatro Regio a causa delle intemperie e del clima rigido, in quanto distante dal centro cittadino dell'epoca; il Teatro Regio era infatti collocato in Piazza San Pietro, l'attuale Piazza Sordello. La facciata del Teatro Sociale fu pertanto studiata con un largo peristilio anche per facilitare l'arrivo delle carrozze, da cui si poteva scendere al coperto.
Il 24 giugno 1818 alle ore dieci e mezzo, alla presenza del conte Ferdinando Arrivabene, del marchese Francesco Zanetti, di Luigi Preti e dell'architetto Giovanni Battista Marconi, incaricato della direzione dei lavori, venne posta la prima pietra.
L'edificio fu concluso nel 1822 e aperto la sera del 26 dicembre. A tal proposito narra Luigi Preti: " (...) per merito de' virtuosi e per venustà di decorazioni, superò persino l'aspettativa che pure se ne aveva grandissima."
Il Canonica disegnò un edificio ispirato agli schemi più caratteristici del teatro d'opera italiano di gusto neoclassico. Che vennero, in effetti, formati proprio dal Canonica e dal suo maestro Piermarini. Il cantiere venne realizzato dall'architetto Giovan Battista Marconi.

### Facciata
La facciata si presenta con un peristilio d'ordine ionico a sei colonne e frontone triangolare. Sul frontone si legge " Aere Sociali Anno MDCCCXXII". Scrive a tal proposito il Preti: " La simmetria architettonica delle finestre e di ogni parte della facciata e dei fianchi, non che l'ordine inferiore a bugnato, contribuiscono molto al suo ornamento. " Nella facciata sono collocate le statue di Melpomene e Talia, opere di Antonio Spazzi.
Da un lato del Teatro si costruì una " Bottega del Caffè", sull'altro lato dei locali per le abitazioni "de' Virtuosi" .

### Sala
La sala è composta da tre ordini di palchi e due di galleria. Per le decorazioni interne, Canonica si affidò all'Hayez (che realizzò medaglioni rappresentanti Apollo e Minerva, ad ornare la volta della platea). Agli interni lavorarono gli stuccatori Staffieri e Berazzi ed i pittori mantovani Bustaffa e Orsi, che si era fatto conoscere per il lavoro realizzato presso il Teatro Sociale (Rovigo) ed era stato a suo tempo allievo di Alessandro Sanquirico, scenografo già operativo per gli interni del Teatro alla Scala.
Il 17 dicembre 1817 la commissione appaltò i lavori. Il teatro venne inaugurato il 26 dicembre 1822, con il melodramma Alfonso ed Elisa del Mercadante e Gundeberga, un balletto di Giuseppe Coppini.
Gli stucchi interni sono opera di un altro ticinese, Gerolamo Staffieri, figlio di una nota famiglia di stuccatori di Bioggio.

### Ubicazione
Il Teatro Sociale di Mantova è ubicato in Piazza Cavallotti. Al tempo dell'edificazione la piazza si presentava in modo molto differente da come è oggi.
Il teatro fu infatti costruito in quello spazio un tempo occupato da Porta Leona, sul retro della chiesa di San Giacomo. La chiesa di San Giacomo fu demolita dopo dodici anni di inattività, nel 1801. Numerose altre abitazioni furono demolite per lasciare spazio alla costruzione del Teatro.
Accanto al teatro oggi scorrono due importanti strade del centro storico di Mantova.

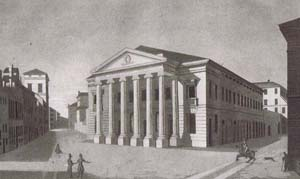
Archivio on line Incisione acquatinta del Teatro Sociale di Mantova

Su un lato si trova infatti corso Umberto I, dove sono collocati il Caffè Sociale (accanto al Foyer), i negozi di proprietà del Teatro Sociale concessi in affitto a negozianti e commercianti, e l'ingresso del Ridotto del Teatro Sociale. Corso Umberto I è una delle vie maggiormente percorse del centro cittadino.
Sull'altro lato si trova piazza Teofilo Folengo. Qui sono collocati gli ingressi per gli uffici amministrativi del teatro, la segreteria, le sale riunioni, l'ingresso per loggia e loggione, e l'ingresso tecnici ed artisti dal quale si accede direttamente al palcoscenico.
Al centro si trova piazza Felice Cavallotti, e di fronte al teatro sorge Corso Vittorio Emanuele II, sicuramente una delle più maestose e importanti arterie della città.

## La Società dei Palchettisti
La costruzione venne finanziata da una società di novanta palchettisti (in origine i cittadini ‘più illustri ed agiati’), che finanziavano anche l'allestimento degli spettacoli. Tale ‘Società dei Palchettisti’ si è conservata sino ad oggi, conservando la proprietà del teatro, come accade per pochissimi altri teatri, in particolare il Sociale di Como.
Attualmente la società dei palchettisti non organizza nessuna stagione lirica preferendo dare in affitto la sala alle varie compagnie itineranti, e così facendo sta perdendo sia il titolo di teatro di tradizione che i famosi contributi statali per lo spettacolo destinati ai vari teatri di tradizione.

## Archivio storico

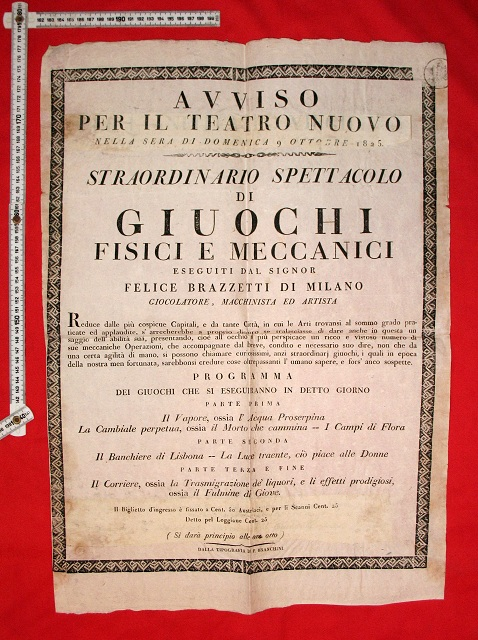
Archivio on line Manifesto Storico del 9 ottobre 1825 riguardante la serata di Felice Branzetti. Manifesto catalogato e restaurato nel 2011 dalla Dott.ssa Alessandra Moreschi - Teatro Sociale di Mantova

Il Teatro Sociale di Mantova conserva un vastissimo archivio.
Sono presenti infatti la maggior parte degli storici manifesti originali, fin dalle prime rappresentazioni del 1822. Tutta la prima parte, dall'Ottocento al novecento è stata poi digitalizzata e resa disponibile sul sito internet del Teatro, fruibile a chiunque. Sono state conservate inoltre fotografie di rappresentazioni del passato, manoscritti e documenti.
L'11 ottobre 2011 la Fondazione Banca Agricola Mantovana ha assegnato la borsa di ricerca post laurea alla Dott.ssa Alessandra Moreschi, che ha proposto un progetto di ricerca su "Riordino, catalogazione e digitalizzazione dei manifesti dell'archivio storico del Teatro Sociale di Mantova".